# Équipe de Turquie masculine de water-polo
L'équipe de Turquie de water-polo masculin est la sélection nationale représentant la Turquie dans les compétitions internationales de water-polo masculin. 
La meilleure performance des Turcs dans une compétition internationale est une dixième place acquise au Championnat d'Europe de water-polo masculin 2010 (sur 12 pays engagés). L'année précédente, elle avait remporté le titre de la finale européenne B, son seul titre international.